# Dornburg (Darmstadt)
Die Dornburg in der Heidelberger Landstraße 99 ist ein Bauwerk in Darmstadt-Eberstadt. Sie ist aus architektonischen, baukünstlerischen und stadtgeschichtlichen Gründen ein Kulturdenkmal.

## Geschichte und Beschreibung
Die Dornburg wurde im Jahre 1901 erbaut. Die Villa ist eine Mischung verschiedener Baustile; insbesondere des Historismus und der heimatlichen Bauweise. Verschiedene Details – vor allem die Fenster – entstammen dem Barock und dem Jugendstil.
Bemerkenswert ist ein Jugendstilfenster auf der Südseite, das geschnitzte Balkongeländer im Obergeschoss, der Wohnturm und die aufwändig gestaltete Dachlandschaft.
Das Anwesen wird von einer teilweise erhaltenen historischen Einfriedung begrenzt. Der Namenszug auf der Ostfassade dokumentiert den Namen der Villa.